# Cyphomella grisa
Cyphomella grisa är en tvåvingeart som först beskrevs av Malloch 1915.  Cyphomella grisa ingår i släktet Cyphomella och familjen fjädermyggor. Inga underarter finns listade i Catalogue of Life.